# District de Wenshan

Localisation du district de Wenshan

Le district de Wenshan (chinois traditionnel : 文山區 ; pinyin : Wénshān Qū ; Wade : Wen-shan Chü) est le plus méridional des douze districts de Taipei. Il fut constitué en 1990 par la combinaison des districts de Jingmei et Muzha. Wenshan faisait précédemment référence à la région sud du Bassin de Taipei (comprenant les localités de Hsintien et Pinglin).

## Histoire
En 1894, sous la dynastie Qing, le gouvernement local change le nom alors utilisé, "Montagne du Poing" (拳山), pour le plus élégant "Fort Wenshan" (文山堡, tiré de 文山秀氣). La grande aire Wenshan (大文山區) correspond environ à celle du district de Bunsan (文山郡) de la Préfecture de Taihoku sous l'administration japonaise. Elle inclut l'actuel district de Wenshan ainsi que Xindian, Shenkeng, Shiding, Pinglin et Wulai.
Après la rétrocession de Taïwan à la République de Chine en 1945, le gouvernement divise la région en trois aires, à savoir Jingmei, Muzha et Shenkeng, le 1er mars 1950. Le 1er juillet 1968, les villages de Jingmei et Muzha sont rattachés à la ville de Taïpei et, le 12 mars 1990, fusionnent pour former le district de Wenshan. 

## Culture
Les principaux lieux d'intérêt du district sont le zoo de Taïpei, Maokong, Jingmei Night Market, Xianji Rock (仙跡岩) et le Fudekeng Environmental Restoration Park. 
Même si Wenshan fait partie de la ville de Taïpei, il en est séparé par des montagnes, ce qui le détache de la ville et le rend attractif pour tous ceux voulant échapper au tumulte du centre. Durant le week-end, nombreux sont les habitants qui se rendent à Maokong pour profiter de la nature et des nombreuses maisons de thé. 
Les montagnes de Wenshan sont idéales pour les citadins voulant pratiquer de la randonnée. Le zoo de Taïpei, qui accueille plusieurs pandas prêtés par la Chine, est souvent visité par des familles, surtout pendant les vacances d'été. Après la construction du métro de Taïpei (MRT), il est devenu beaucoup plus aisé de se rendre à Wenshan depuis les autres quartiers de la ville. Notons également que Wenshan abrite la résidence du maire de la ville. 

## Éducation
- Université nationale Chengchi
- L'académie de police de Taïwan
- Taipei Municipal Muzha Vocational High School
- Taipei Jingmei Girls High School
- Taipei Municipal Wanfang Senior High School

## Transports
- Ligne Wenshan du métro de Taïpei
- Ligne Xindian du métro de Taïpei
- Télécabine de Maokong